# Poľany
Poľany (historicky slovensky Polany; maďarsky na Slovensku Pólyán, maďarsky v Maďarsku Bodrogmező, historicky Polyán i Polány) jsou obec na Slovensku. Nacházejí se v Košickém kraji, v okrese Trebišov.
Obec o rozloze 18,51 km² leží v nadmořské výšce 100 m. Na území obce je chráněné ptačí území Medzibodrožie. K 31. 12. 2011 v obci žilo 528 obyvatel. První písemná zmínka o obci je z roku 1214.
V obci je mateřská škola s vyučovacím jazykem maďarským.